# Olegario Víctor Andrade
Olegario Víctor Andrade (Alegrete, Río Grande del Sur, 6 de marzo de 1839 - Buenos Aires, Argentina, 30 de octubre de 1882) fue un poeta, periodista y político argentino nacido en Brasil.

## Biografía
Era hijo de Mariano Andrade, santafesino, quien ejercía como juez de paz, y Marta Burgos (entrerriana). A causa de diferencias políticas entre su padre y el gobierno, deben abandonar la Argentina rumbo al Brasil, donde nace Olegario, el mayor de tres hermanos. Poco después de haber nacido, regresan a la Argentina, donde se afincan en Gualeguaychú, ciudad donde transcurriría toda su infancia y juventud. Queda huérfano de padre y madre a muy temprana edad (1847) y se hace cargo de sus dos hermanos menores, Wenceslao y Úrsula.
Estudió en el Colegio de Concepción del Uruguay, Entre Ríos, donde se mostró dotado para la literatura y la polémica.
En 1848, a los nueve años de edad, Olegario despierta en la escuela la atención del delegado de Urquiza, el coronel Rosendo María Fraga, por la habilidad que poseía para la literatura. La impresión lo lleva a recomendarlo vivamente ante el gobernador, quien dispondrá de inmediato velar por la continuación de sus estudios. 
Sería compañero en el Colegio del Uruguay de grandes figuras que llegarían a destacarse en la vida política nacional: Onésimo Leguizamón, Julio Argentino Roca, Victorino de la Plaza, Benjamín Basualdo y Eduardo Wilde entre otros.
Al terminar los estudios oficiales, se casa con la uruguaya María Eloísa González Quiñones (1857), con quien tuvo cinco hijos: Agustina, considerada la principal poetisa entrerriana del siglo XIX, Eloísa, Mariano, Olegario y Lelia. 
Urquiza, entonces gobernador de la provincia, le ofreció viajar a Europa para completar su formación, junto a Juan Bautista Alberdi, que era entonces ministro de la Confederación Argentina. Andrade rechazó la oferta y se dedicó al periodismo en Entre Ríos.
Desde 1859 se destacó por su pluma y a los 21 años fue nombrado secretario personal del presidente de la Nación, Santiago Derqui. 
Por esa misma época comenzó a redactar columnas apoyando la causa federal en El Pueblo Entrerriano, de Gualeguaychú; en 1864 fundó su propio medio, El Porvenir, de la ciudad de Paraná, en el que criticaba vehemente la política porteña y sobre todo la Guerra del Paraguay. En 1866 publicó un inteligente folleto, titulado Las dos políticas: consideraciones de actualidad, donde explicaba la divergencia entre los intereses porteños y los del interior del país.
Fue miembro de la masonería, ingresando en ella en la Logia San Juan de la Fe N°20, de la Ciudad de Paraná, que por entonces dependía de la obediencia de la Gran Logia del Uruguay. 
El presidente Bartolomé Mitre ordenó al año siguiente la clausura de El Porvenir, lo que motivó a Andrade a mudarse a Buenos Aires para publicar en El Pueblo Argentino. Colaboró con Carlos Guido y Spano y Agustín de Vedia en la redacción de La América, en apoyo a la candidatura presidencial de Urquiza. Dirigiría luego La Tribuna Nacional, además de enseñar historia clásica en el Colegio Nacional de Buenos Aires. En 1878 fue elegido diputado nacional y reelecto tres años más tarde.
Fue poeta de cariz lírico y épico, aunque dio poco a la publicación. Las obras épicas abordaron los mismos temas de la historia nacional que había tratado como periodista. Posiblemente sus mejores versos podamos hallarlos en sus obras El nido de cóndores y Prometeo.
Sus restos se encuentran en el cementerio de la Recoleta, y un busto suyo se encuentra en el Jardín de los Poetas de El Rosedal de Buenos Aires.

## Obras
- El nido de cóndores (1881)
- El arpa perdida
- Prometeo
- Atlántida
- San Martín (1878)

### Ensayos
- Las dos políticas (1886)